# Buxus henryi
Buxus henryi är en buxbomsväxtart som beskrevs av Heirich Mayr. Buxus henryi ingår i släktet buxbomar, och familjen buxbomsväxter. Inga underarter finns listade i Catalogue of Life.

## Bildgalleri

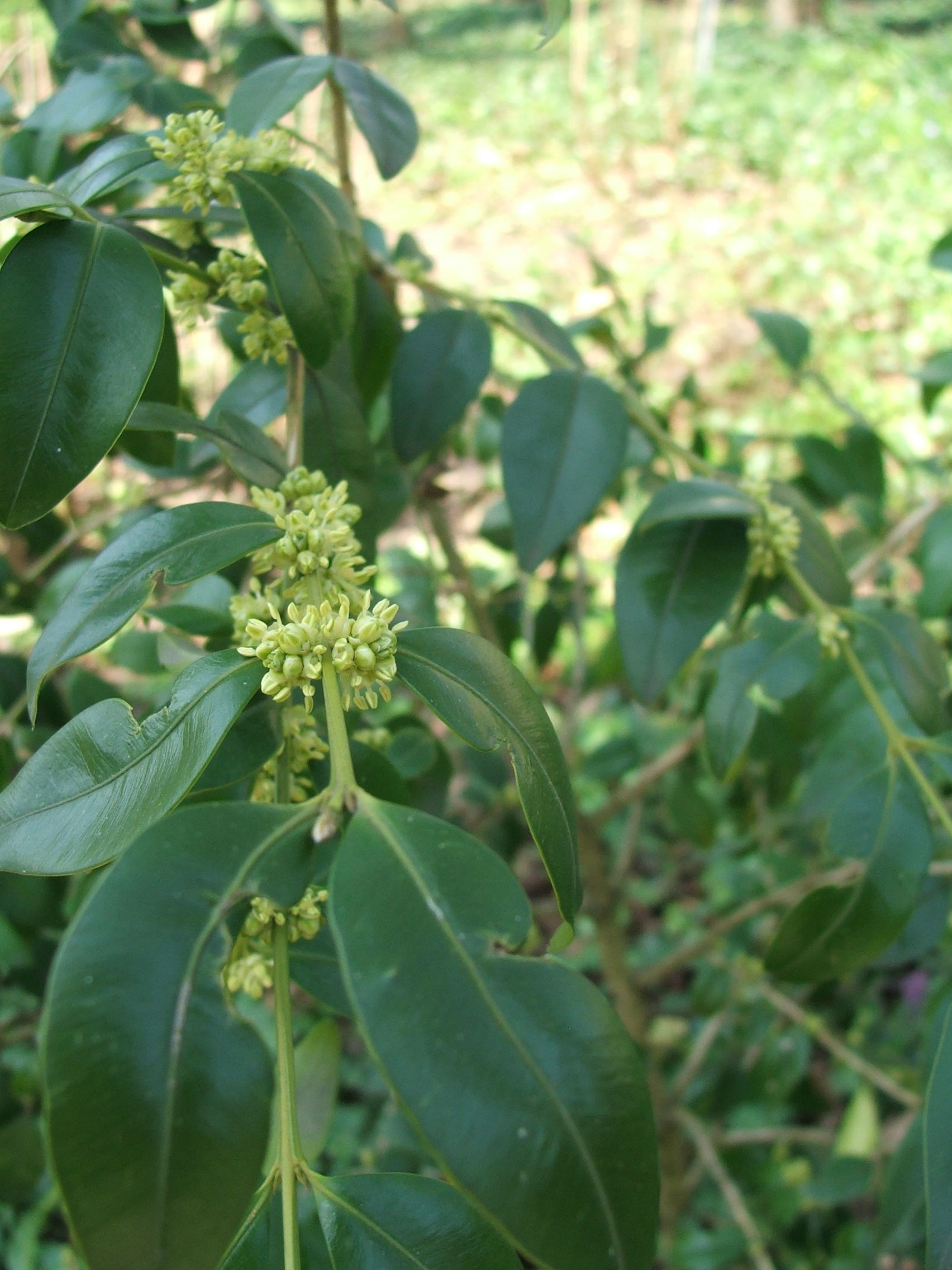
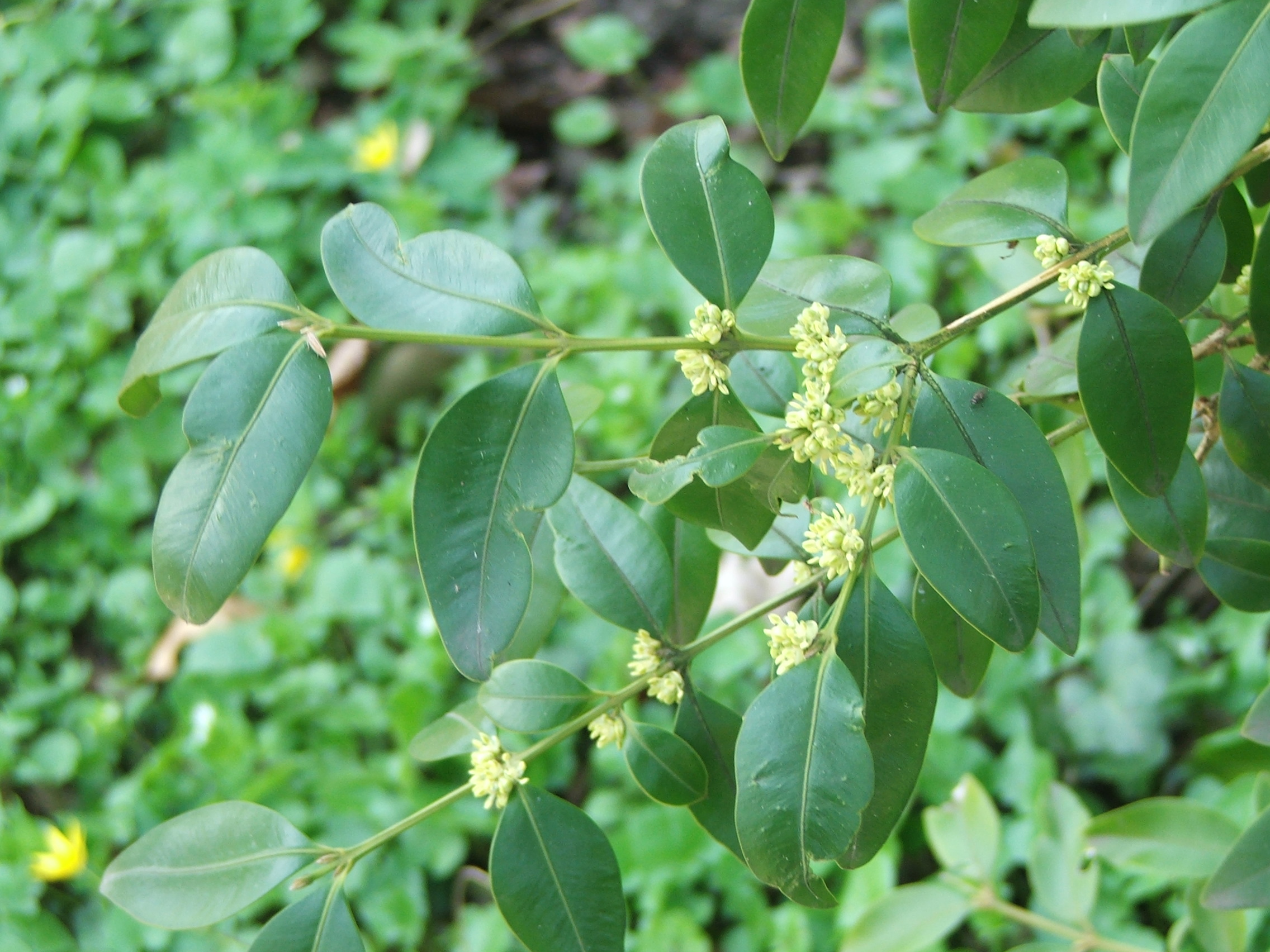